# The Crop Circles Suite
The Crop Circles Suite ist ein Jazzalbum von Matt Lavelle. Die am 29. und 30. Oktober 2022 in New York City entstandenen Aufnahmen erschienen am 11. April 2024 auf Chad Fowlers Label Mahakala Music.

## Hintergrund
Die Crop Circles Suite ist die zweite Aufnahme des Multiinstrumentalisten Matt Lavelle mit seinem Orchester 12 Houses. Zu den mitwirkenden Musikern gehören Art Baron, Ben Stapp, Ras Moshe, Claire Daly (in einer ihrer letzten Aufnahmen), Stephanie Griffin und Hilliard Greene.

## Titelliste
- Matt Lavelle: The Crop Circles Suite (Mahakala MAHA 073)

1. Crop Circle One 30:49
2. Crop Circle Two 7:21
3. Crop Circle Three 8:48
4. Crop Circle Four 7:07
5. Crop Circle Five 10:21
6. Crop Circle Six 14:09

Die Kompositionen stammen von Matt Lavelle.

## Rezeption
Obwohl Lavelle sagt, dass die Aufnahmen das Ergebnis seines Umzugs in den Norden des Staates New York in den 1990er Jahren und seiner spirituellen Lehren ist, scheinen der Schwung und die Dynamik, die sie ausdrückt, der Entschlossenheit und Energie, die er und die anderen Musiker als Teil der „Downtown-Szene“ New Yorks ausdrücken, sehr nahe zu kommen, meinte Ken Waxman (JazzWord). Die sechs Sequenzen würden die tonalen Beiträge der Spieler vermischen und erweitern, deren doppelte und dreifache Klangfarben von Flöten, Blechbläsern, Holzbläsern, Streichern und Schlagzeug einfließen lassen. Während die Motive voranschreiten, sich zurückziehen und aneinander stoßen, würden außerdem Klangfarben, die mit Jazz-Improvisation, notiertem Kompositionen und rhythmischen Abweichungen assoziiert werden, so arrangiert, dass das Unerwartete zum Leitmotiv werde. Die Abschnitte seien auch geschickt mit Assoziationen verbunden, die eher aufregend als entmutigend sind. Das fast 31-minütige „Crop Circle One“ bringe Lavelles Ideen und die Interaktion des Ensembles in Makroform zum Ausdruck, wobei die nachfolgenden kürzeren Stücke [weitere] Aspekte des Programms hervorheben würden.